# خوان مانويل بيريز
خوان مانويل بيريز (بالإسبانية: Juan Manuel Pérez)‏ (14 أكتوبر 1993 - ) هو لاعب كرة قدم أرجنتيني في مركز الهجوم. لعب مع ديبورتيس ماجالانز.

## وصلات خارجية
- خوان مانويل بيريز على موقع Soccerway.com (الإنجليزية)
- خوان مانويل بيريز على موقع عالم كرة القدم.نت (الإنجليزية)
- خوان مانويل بيريز على موقع AS.com (الإسبانية)